# Slag bij Saratoga
De Slag bij Saratoga was een belangrijke veldslag tijdens de Amerikaanse Onafhankelijkheidsoorlog, die plaatsvond in het najaar van 1777. De strijd vond plaats in Saratoga County in New York. De veldslag was veeleer een opeenvolging van een reeks schermutselingen, waarvan de belangrijksten waren de Slag om Freeman's Farm op 19 september 1777 en de Slag van Bemis Heights op 7 oktober 1777. De Amerikanen werden geleid door Horatio Gates en de Britten door John Burgoyne. Na de Slag van Bemis Heights gaf Burgoyne zich over op 17 oktober 1777. De Amerikanen namen bijna 6.000 soldaten (Britten maar ook ingehuurde troepen uit Hessen en Brunswijk) gevangen. De veldslag wordt beschouwd als een keerpunt in de revolutie. Nadien besliste Frankrijk om de Verenigde Staten te erkennen en te hulp te komen.
De 19e-eeuwse Britse historicus Edward Creasy rekende het verlies van de Britten onder zijn vijftien meest beslissende veldslagen in de wereld, niet in de laatste plaats omdat de V.S. reeds in zijn tijd (nog geen eeuw na de onafhankelijkheid) een groot economisch en politiek belang vertegenwoordigde dat hij liever onder de Britse Kroon had gezien.

## Het plan
In 1776 werd in Londen een plan bedacht om een eind te maken aan de Amerikaanse Onafhankelijkheidsoorlog. John Burgoyne stelde aan de regering voor om een klassieke militaire strategie toe te passen: de tangbeweging. Het plan was om New England, waarvan de Britten dachten dat dit een van de meest opstandige gebieden was, te scheiden van de andere koloniën. Een Brits leger, onder leiding van generaal William Howe moest vanaf het zuiden optrekken langs de Hudsonrivier. Tegelijkertijd zou John Burgoyne met een leger vanuit het Canadese Montreal langs de Hudson naar het zuiden trekken. De legers zouden elkaar ontmoeten in Albany in de staat New York. Vanuit deze verdeel-en-heers-situatie, zo was het plan, konden de Amerikaanse rebellen definitief verslagen worden.
Al snel kwam men in Londen tot de conclusie dat er niet voldoende Britse soldaten waren om dit plan uit te voeren. Daarom werden verdragen met verschillende Duitse prinsen getekend om soldaten te leveren. Ruim de helft van het ruim 8.000 man tellende Britse leger bestond daarom uit troepen uit het Vorstendom Brunswijk-Wolfenbüttel en Hessen onder het bevel van generaal-majoor Friedrich Adolf Riedesel.

## De gevechtshandelingen

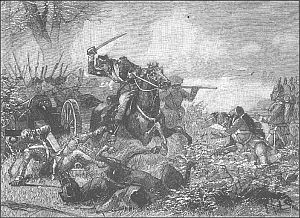
De Slag bij Bemis Heights

In juni 1777 begon Burgoyne met zijn leger naar het zuiden te trekken. Het leger bestond uit 8.000 soldaten, vergezeld van een lange bagagetrein van 200 wagens met daarop 2.000 vrouwen, kinderen en bedienden, de voedselvoorraden en 84 ton aan munitie en buskruit. Vrij gemakkelijk veroverde Burgoyne Fort Ticonderoga. Generaal Howe besloot echter om, in plaats van naar het noorden te trekken, de stad Philadelphia aan te vallen die in het oosten lag. Van een tangbeweging was daardoor geen sprake meer. Het leger van Burgoyne stond er alleen voor.
Amerikanen voerden een guerrillaoorlog. Vanuit het dichte woud schoten sluipschutters op het leger. Burgoyne was afhankelijk van Indiaanse gidsen. Zij werden daarom het eerst onder vuur genomen. Een aantal van de gidsen werd gedood, de rest sloeg op de vlucht. De opmars werd ook gestuit door vele wegversperringen doordat bomen werden omgehakt. Het leger vorderde slechts anderhalve kilometer per dag en het Britse leger begon door zijn voedselvoorraden heen te raken.
Op 19 september 1777 kwam het tot een eerste militair treffen bij Freeman's Farm, de boerderij van ene John Freeman. Het Britse leger won, maar leed zware verliezen. Ondanks het advies van Riedesel om zich terug te trekken omdat de strategie duidelijk was mislukt, besloot Burgoyne voorwaarts te gaan. De Amerikanen bouwden ondertussen verdedigingswerken bij Bemis Heights. Het Britse leger probeerde deze te veroveren op 7 oktober 1777 maar dit mislukte, opnieuw ten koste van veel doden en gewonden. Burgoyne besloot zich terug te trekken maar na 10 dagen lukte het generaal Gates om hem de pas af te snijden. Het Britse leger was uitgeput, leed honger en bovendien stond de winter voor de deur. Het kon niet meer verder.
Na onderhandelingen besloot Burgoyne om zich over te geven op 17 oktober 1777. Volgens de overeenkomst van overgave was het leger, dat nu nog uit zo'n 5.800 manschappen bestond, vrij om terug te keren naar Europa op de belofte dat ze nooit meer de wapens op zouden nemen tegen de Amerikanen. Het Amerikaanse Congres keurde de overeenkomst echter af en hield de soldaten krijgsgevangen in kampen in New England, Virginia en Pennsylvania tot het einde van de oorlog.

## Monument
In 1876 werd, aan de vooravond van het eeuwfeest van de onafhankelijkheidsverklaring, een comité opgericht om een monument op te richten voor de Slag van Saratoga. Een enorme granieten monoliet werd geplaatst op een sokkel. Drie hoeken van de sokkel bevatten afbeeldingen van de generaals Horatio Gates en Philip Schuyler en kolonel Daniel Morgan. De vierde hoek is leeggebleven en herinnert zo aan de overloper Benedict Arnold.